# فرودگاه بین‌المللی اکانو ایبیام
فرودگاه بین‌المللی اکانو ایبیام (به انگلیسی: Akanu Ibiam International Airport) (به زبان بومی: Enugu Airport) یک فرودگاه همگانی با کد یاتا ENU است که یک باند فرود آسفالت دارد و طول باند آن ۳٬۰۰۰ متر است. این فرودگاه در کشور نیجریه قرار دارد و در ارتفاع ۴۴۷ متری از سطح دریا واقع شده‌است.